# Thonberg (Leipzig)

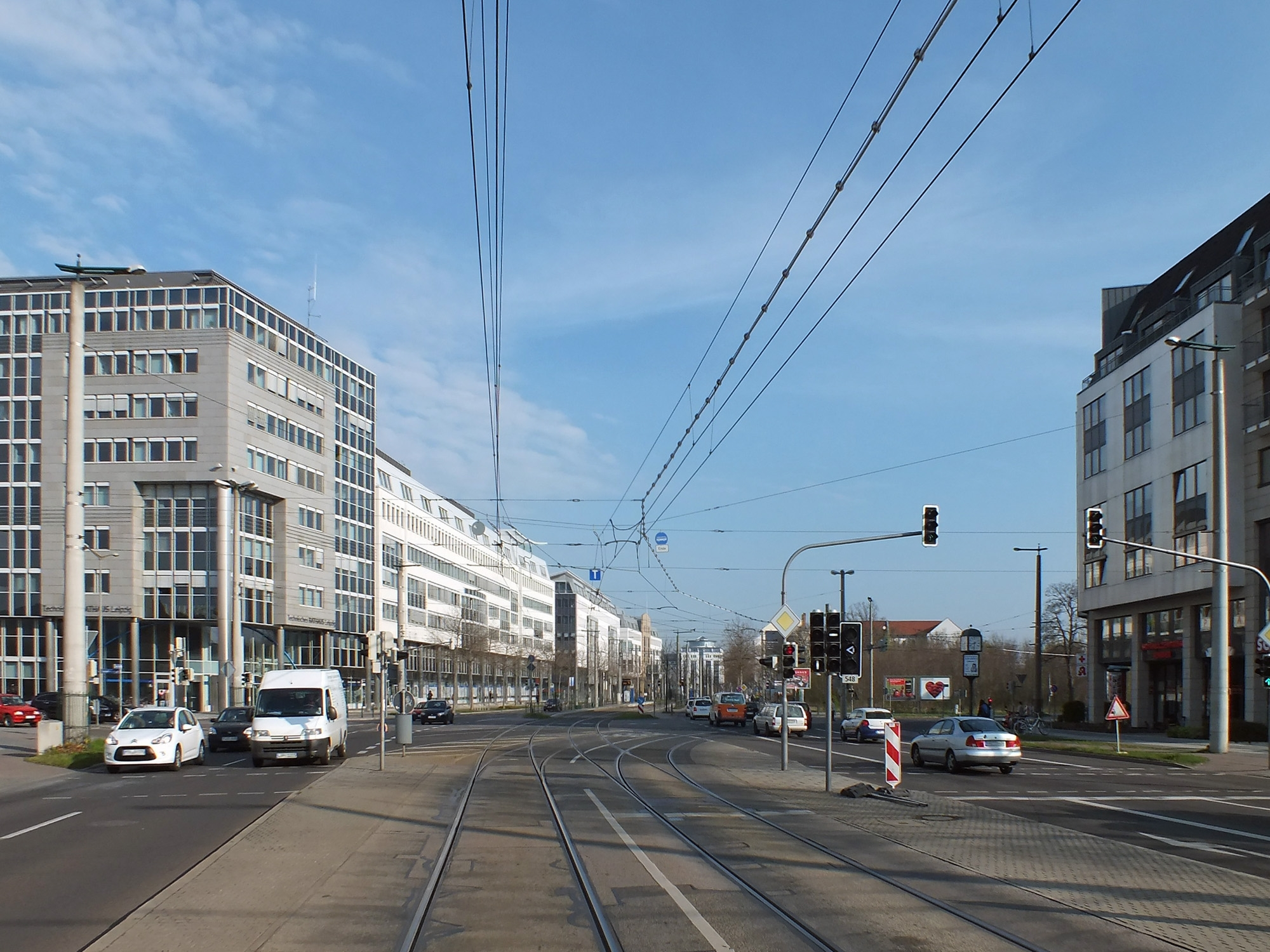
Prager Straße in Thonberg, links das Technische Rathaus von Leipzig, rechts die Thonberg-Klinik (2012)

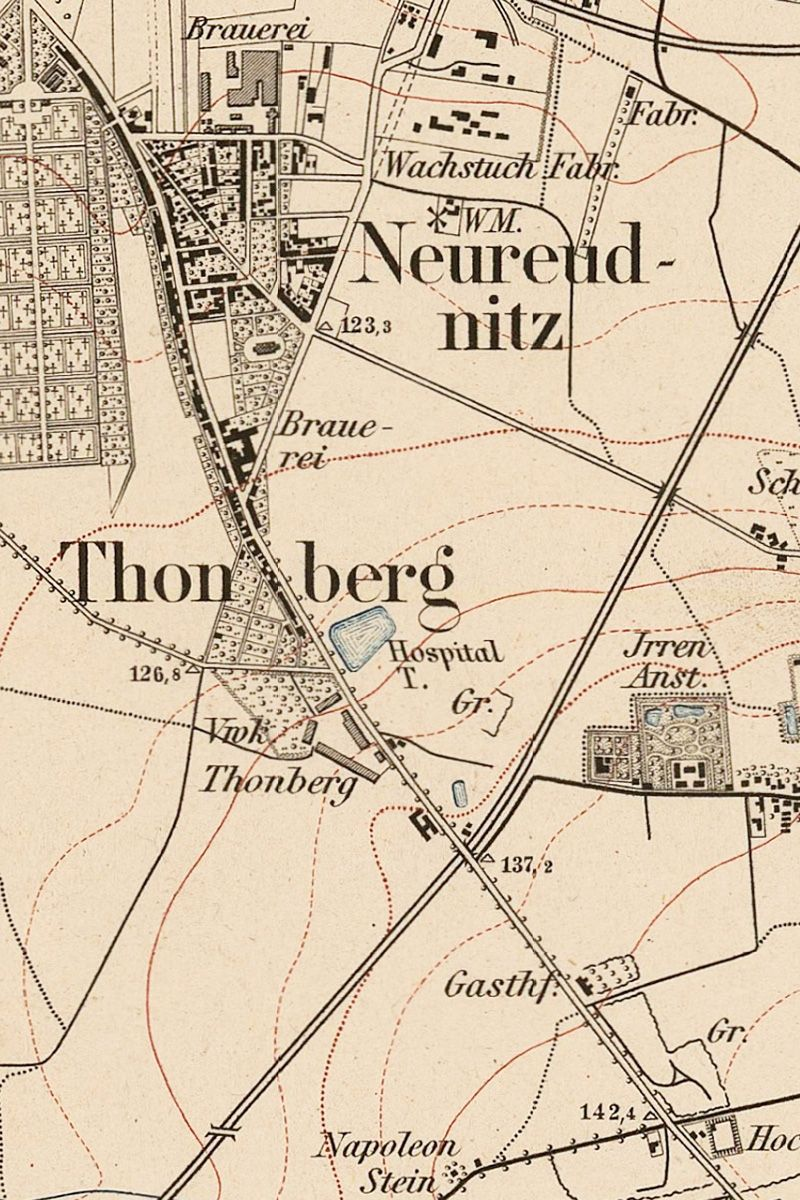
Thonberg auf einer Karte von 1879

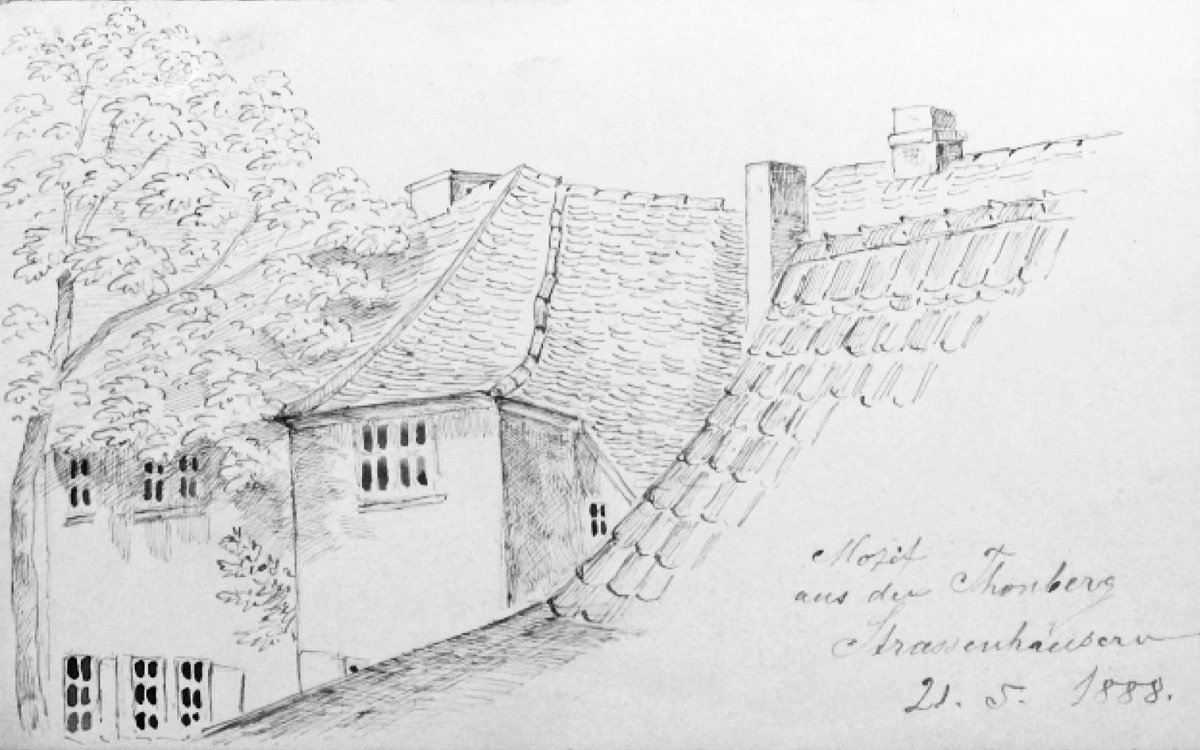
Thonberger Straßenhäuser (1888)

Thonberg ist ein Stadtteil im Stadtbezirk Südost von Leipzig. Er bildet zusammen mit Reudnitz den Ortsteil Reudnitz-Thonberg.

## Lage
In seiner historischen Gemarkung, in der Thonberg hier beschrieben wird, wird es heute in etwa, im Norden beginnend, von folgenden Straßen umgrenzt: Stötteritzer Straße, Schönbachstraße, An der Tabaksmühle, Richard-Lehmann-Straße, Zwickauer Straße, Semmelweisstraße, Ostgrenze des Friedensparks.
Die angrenzenden Stadt- bzw. Ortsteile sind im Uhrzeigersinn Reudnitz, Stötteritz, Probstheida, Marienbrunn, die Leipziger Südvorstadt und Zentrum-Südost. Zentrale Achse von Thonberg ist die Prager Straße (ehemals Reitzenhainer bzw. Leninstraße).

## Geschichte

### Bis zur Eingemeindung
Der Name Thonberg weist auf die einst hier existierenden Tongruben hin, die bereits in einer Belehnungsurkunde aus dem Jahre 1395 Erwähnung fanden („by den Tangruben“), aber auch auf den Anstieg des Geländes im Süden der Flur. Seit 1452 befanden sich die Tongruben im Besitz der Leipziger Patrizierfamilie Preußer, die die Besiedlung durch Errichtung eines Vorwerks (1524/1542) – gelegen etwa im Bereich der Messehalle 7 des alten Messegeländes – förderten. Die Gebäude des Gutshofs wurden sowohl im Schmalkaldischen Krieg als auch im Dreißigjährigen Krieg durch Brände in Mitleidenschaft gezogen. Aus dieser Zeit dürfte auch der durch alte Landkarten belegte Name „Uebelessen“ für das Vorwerk Thonberg stammen: Der Legende nach geht diese Bezeichnung auf den Ausruf eines in Thonberg rastenden Feldherrn zurück, dessen Suppenschüssel durch die Detonation einer Kanonenkugel vom Tisch geschleudert wurde und der daraufhin „Hier ist übel essen!“ ausgerufen haben soll. (Manche setzen die Geschichte fort mit „Gehen wir lieber nach Wolkwitz“, wobei also auch Liebertwolkwitz gleich seinen Namen mit erhält.) Am 24. Mai 1658 legte ein Großfeuer zahlreiche Gebäude in Schutt und Asche, was den allmählichen Niedergang des Guts Thonberg einläutete. Nach einigen Eigentümerwechseln – darunter auch Geheimrat Freiherr von Hoym, der Mann der Gräfin Cosel – erwarb die Stadt Leipzig das Gut für 19.000 Taler und übernahm auch den Pächter. Das Gut wurde erneuert und auch ein Schankgebäude errichtet.

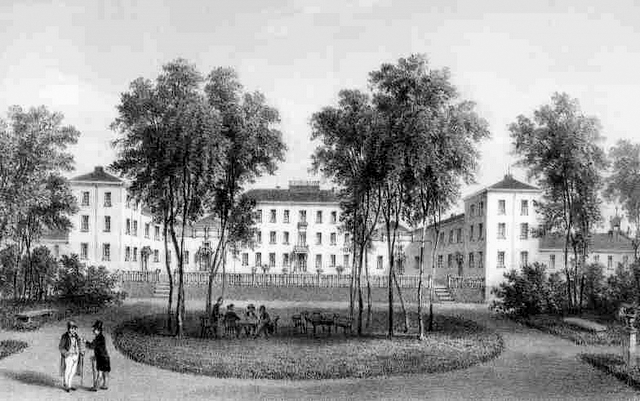
Güntzsche Anstalt (1861)

Nach 1719 entstanden an der Straße nach Probstheida (heutige Prager Straße) die Thonberger Straßenhäuser, 1796 waren es neun. Hier wohnten meist ärmere Menschen. 1778 wurden in Thonberg 41 Häusler gezählt, 1834 waren es 879 Bewohner in 48 Häusern. Am 28. Juli 1854 wurde für die Gemeinde der Ortsstatus erlassen und der Name „Thonberg-Straßenhäuser“ festgelegt.
1743 hatte am südlichen Ende der Thonberger Flur Johann Gottfried Quandt eine Windmühle zur Verarbeitung von Tabak, die Quandtsche Tabaksmühle, errichtet. Während der Völkerschlacht bei Leipzig beobachtete Napoléon Bonaparte am 18. Oktober 1813  von hier aus die Kämpfe und gab den Befehl zum Rückzug. Thonberg erlitt schwere Schäden. 1857 wurde an der Stelle des napoleonischen Befehlsstandes ein Denkmal, der Napoleonstein, errichtet.
1839 eröffnete Eduard Wilhelm Güntz auf Thonberger Flur die Privatanstalt Thonberg als private Heilanstalt mit Park für Geisteskranke der oberen Gesellschaftsschichten, deren Leitung 1863 von seinem Schwiegersohn Justus Theobald Güntz übernommen wurde. Jährlich wurden dort circa 70 bis 80 Patienten unter Verzicht auf mechanische Zwangsmittel behandelt. 1888 wurde die Anstalt Eigentum des Johannishospitals, das sie bis zu ihrer Auflösung im Jahre 1920 betrieb. Der Güntz-Park erinnert noch an die Einrichtung. Von 1841 bis 1856 betrieb Dr. Salomon der Güntzschen Einrichtung benachbart die Wasserheilanstalt „Mariabrunn“, deren Einrichtungen danach von Dr. Güntz übernommen wurden.

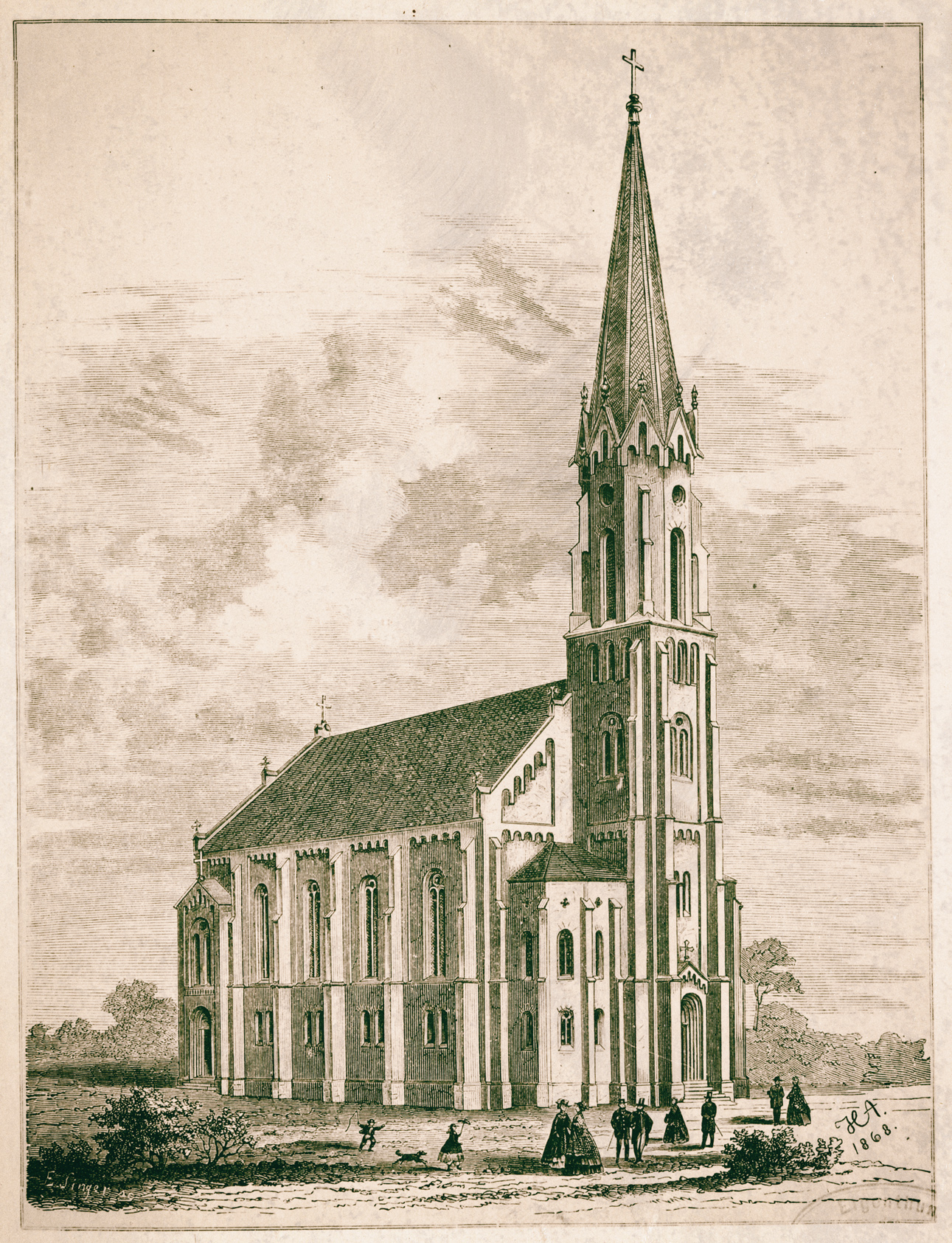
Thonberger Kirche (1868),
ab 1895 Erlöserkirche

Den Straßenhäusern benachbart, über die Stötteritzer Straße gelegen, hatte sich die Siedlung Neureudnitz entwickelt, die wegen der örtlichen Nähe auf einigen Gebieten mit Thonberg zu kooperieren begann. 1860 wurde ein gemeinsamer Kindergarten eingeweiht, die Freiwilligen Feuerwehren arbeiteten zusammen, und 1865 schlossen sich Thonberg und Neureudnitz zu einer kirchlichen Parochie zusammen. 1867 erfolgte die Grundsteinlegung für eine Kirche, die nach Plänen des Architekten Hugo Altendorff in der Nähe der Kreuzung Riebeck-/Stötteritzer Straße erbaut und bei Kosten von 27.000 Talern mit Mitteln auch aus einer Sammlung in ganz Sachsen finanziert wurde, die die Kirchgemeinde, welche im Wesentlichen aus Arbeitern bestand, nicht allein hätte aufbringen können. Die Einweihung der dreischiffigen Hallenkirche erfolgte am 25. Juli 1869. Seit dem Jahr 1895 trug die Kirche, auf das Altarbild Bezug nehmend, den Namen „Erlöserkirche“. Sie wurde bei einem Bombenangriff am 27. Februar 1945 völlig zerstört und an dieser Stelle nicht wieder aufgebaut.
Die erste Schule war in Thonberg 1793 eröffnet worden, nachdem bereits vorher ein Lehrer in seiner Wohnung unterrichtet hatte. Der wachsende Ort machte mehrere Vergrößerungen notwendig, bis schließlich 1887 in der Zillerstraße eine neue Schule mit zehn Klassenräumen entstand.
1884 schloss die Leipziger Pferde-Eisenbahn-Gesellschaft Wohngebiete Thonberg und Neureudnitz an ihr Pferdebahnnetz an. Die „grüne“ (nach ihrem Kennzeichen) Linie endete zunächst an der Johannisallee. 1885 wurde die Mühlstraße erreicht, 1890 der Südfriedhof. Die Elektrifizierung der Strecke erfolgte 1896.
Thonberg lag bis 1856 im kursächsischen bzw. königlich-sächsischen Kreisamt Leipzig. Ab 1856 gehörte der Ort zum Gerichtsamt Leipzig II und ab 1875 zur Amtshauptmannschaft Leipzig. 1890 wurde Thonberg zusammen mit weiteren sieben Gemeinden nach Leipzig eingemeindet.

### Als Leipziger Stadtteil

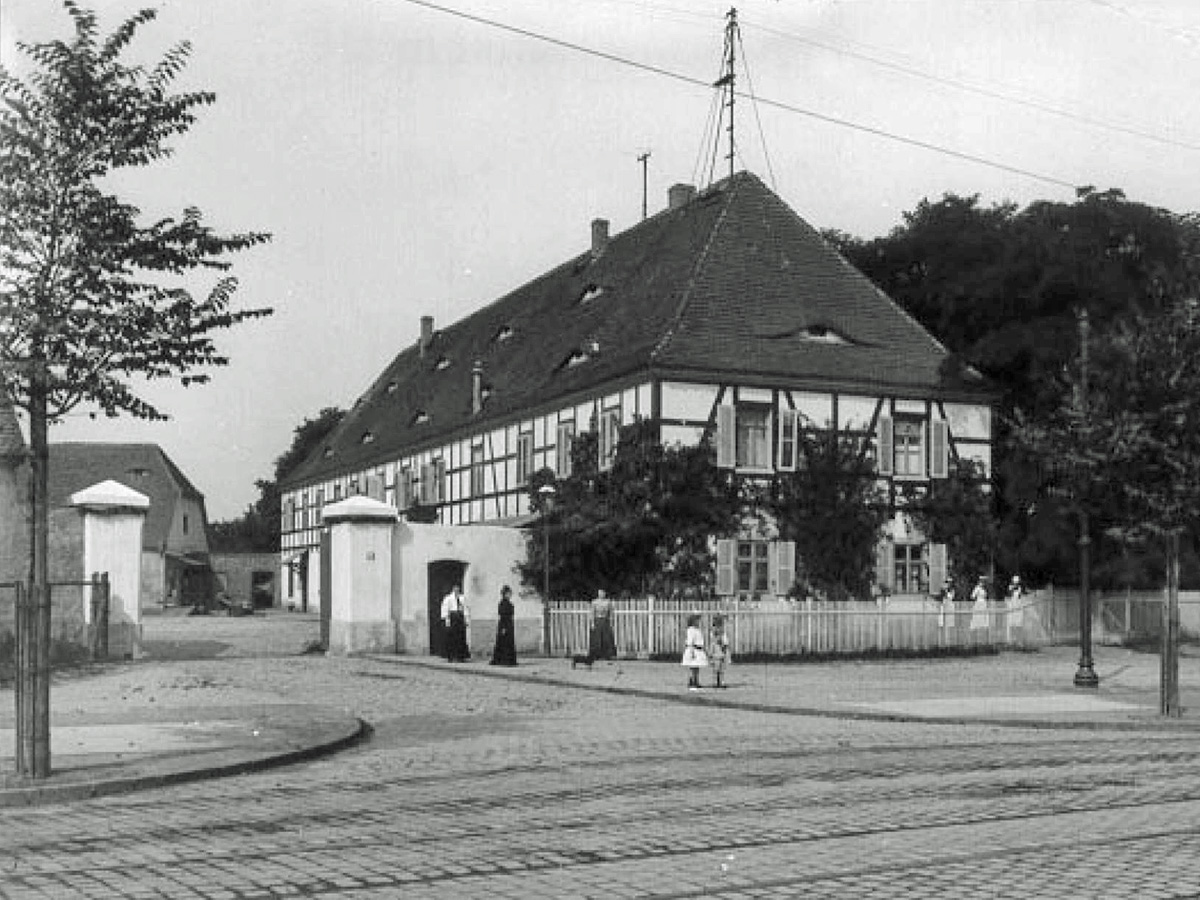
Gut Thonberg. Als letztes wurde das Wohnhaus 1936 abgerissen

Nach 1890 wurden die kleinen Straßenhäuser zunehmend durch vierstöckige Mietskasernen ersetzt und weiteres Baugelände um die heutige Krugstraße erschlossen, das bis an die 1848 im Winkel zwischen Riebeck- und Reitzenhainer (Prager) Straße entstandene Brauerei reichte.
Nach der Eingemeindung wurde die Thonberger Flur immer mehr für Bauprojekte genutzt, die Bedeutung über Thonberg hinaus besaßen. 1892 wurde die durch die Stadt Leipzig errichtete Zwangsarbeitsanstalt zu St. Georg eröffnet, die ab 1909 den Namen „Städtische Arbeitsanstalt“ trug und heute eine Einrichtung der Behindertenhilfe ist.

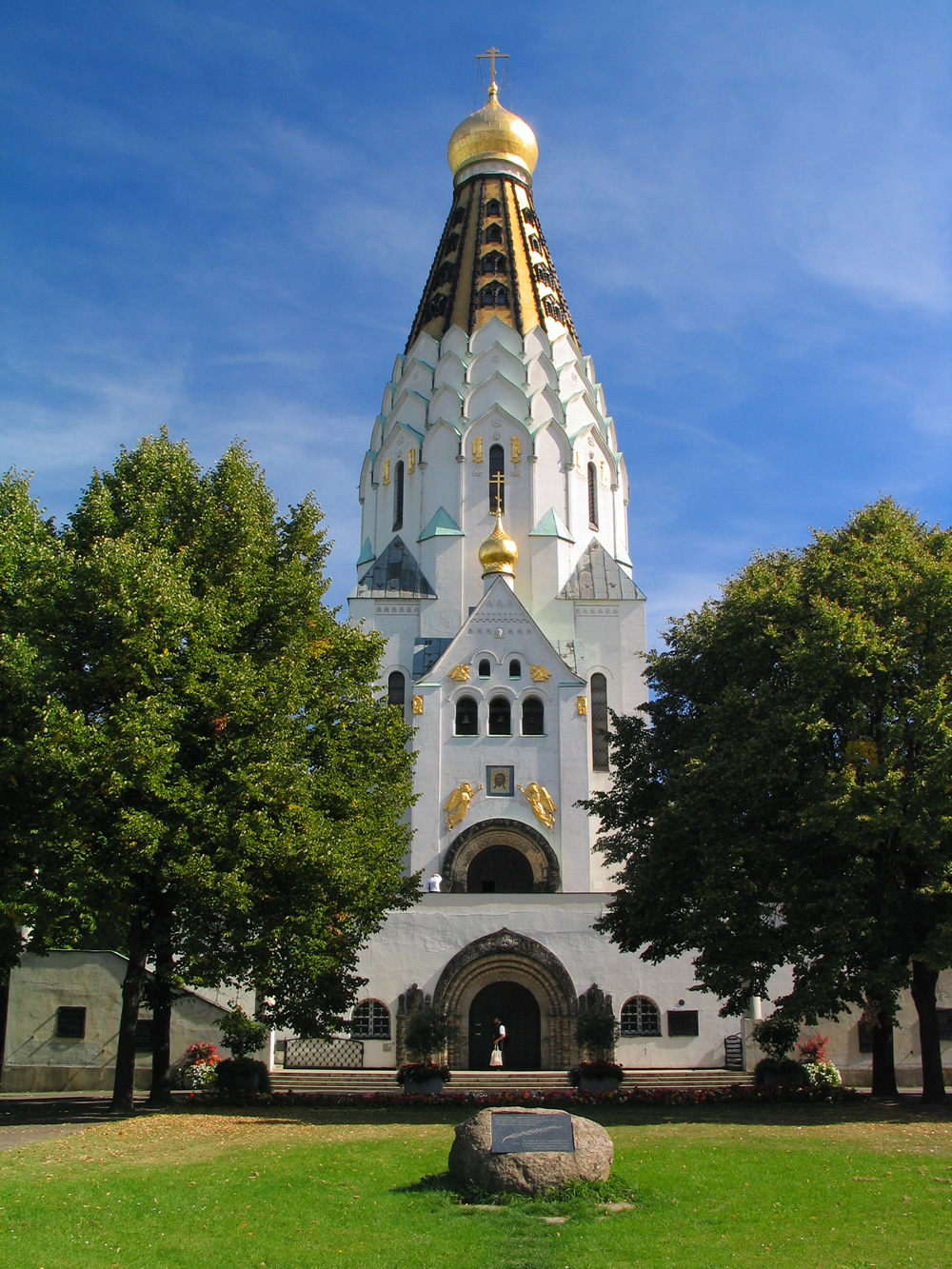
Russische Kirche (2005)

1913 begann direkt daneben eine Zweiganstalt des Johannishospitals ihre Tätigkeit, deren Gebäude seit 1951 das Städtische Altenpflegeheim „Martin Andersen Nexö“ beheimaten. Im Oktober des gleichen Jahres wurde die zum Gedenken an die über 20.000 bei der Völkerschlacht gefallenen Russen errichtete Russische Gedächtniskirche eingeweiht. Auf Thonberger Gelände wurde nördlich des Völkerschlachtdenkmals der Denkmalspark (auch Amselpark, heute Wilhelm-Külz-Park) angelegt. In der Nähe der Russischen Kirche entstand die Deutsche Bücherei, heute ein Standort der Deutschen Nationalbibliothek.

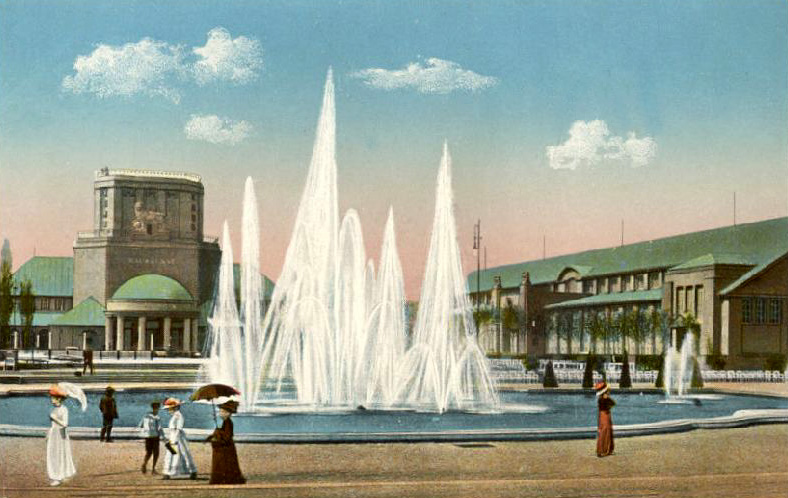
Internationale Baufach-Ausstellung 1913

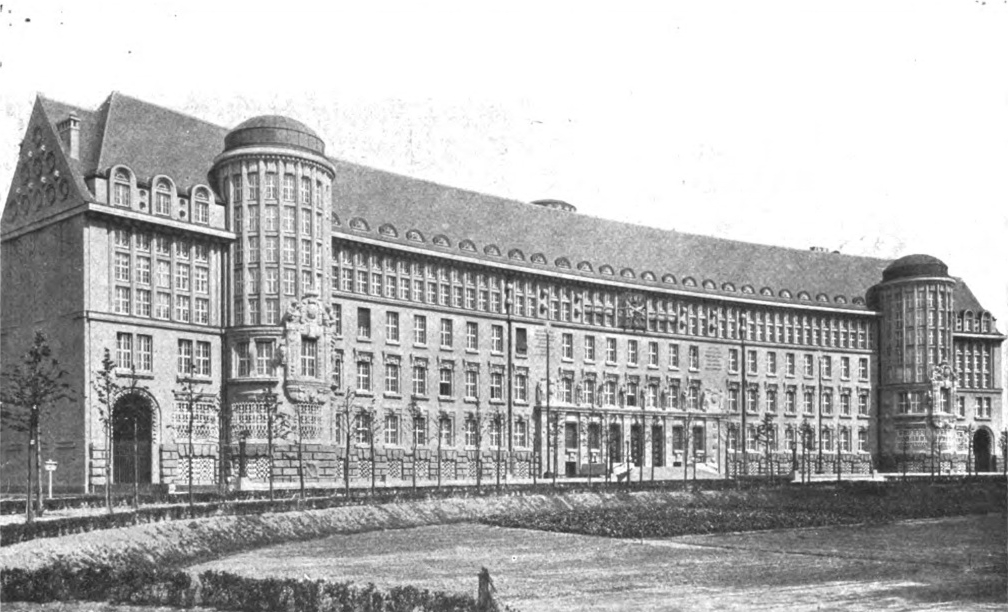
Deutsche Bücherei (1921)

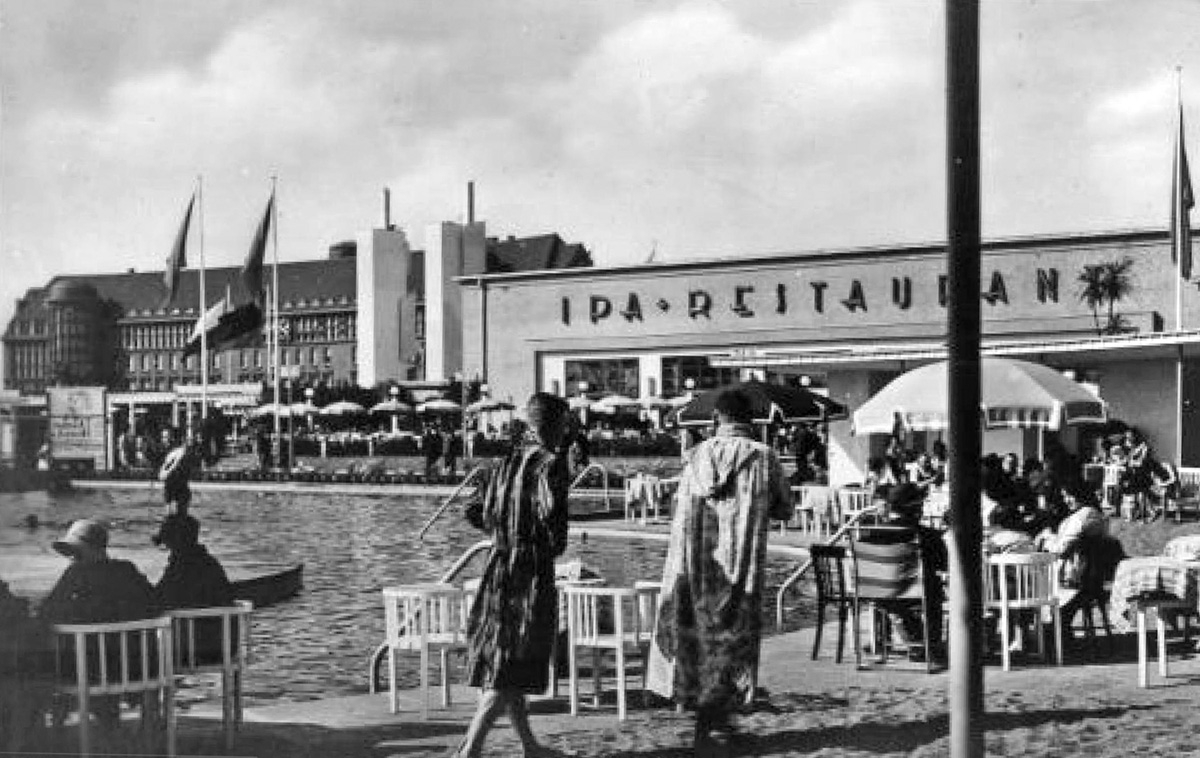
Bad und Restaurant im Vergnügungspark der Internationalen Pelzfach-Ausstellung 1930

Ebenfalls 1913 fand auf dem Gelände hinter dem Thonberger Gut (heute Altes Messegelände) die Internationale Baufach-Ausstellung statt, für die zahlreiche Ausstellungsbauten errichtet wurden. Das gleiche Gelände nutzte ein Jahr später die Internationale Ausstellung für Buchgewerbe und Graphik (Bugra). 1920 eröffnete erstmals die Technische Messe auf dem Gelände ihre Pforten. In der Folgezeit wurden weitere Ausstellungshallen gebaut, denen auch das Gut Thonberg nach und nach weichen musste – zuletzt wurde das Wohnhaus des Gutes 1936 abgerissen. Von 1926 bis 1932 nutze die Mitteldeutsche Rundfunk AG (MIRAG) zwei 105 Meter hohe Stahlmasten auf dem Gelände als Sendeantenne. Im Sommer 1930 fand in fünf großen Hallen der Technischen Messe und auf einem großen Freigelände die vier Monate dauernde Internationale Pelzfach-Ausstellung statt. Damit im Zusammenhang entstand nördlich des Ausstellungsgeländes ein Tanzcafé und ein Freibad.
1915 eröffnete im nordwestlichen Teil von Thonberg in der Karl-Siegismund-Straße das neue Schulgebäude der Taubstummenanstalt (heute Sächsische Landesschule für Hörgeschädigte Leipzig, Förderzentrum Samuel Heinicke).
An Wohnbauten dieser Zeit ist neben einem Ensemble gegenüber der Technischen Messe besonders die sogenannte Landhaussiedlung auf der Marienhöhe südlich der Güntzschen Anstalt hervorzuheben. Für diese Gegend nahe dem Völkerschlachtdenkmal war ein Beschluss durchgesetzt worden, keine vielstöckigen Wohnhäuser zu errichten, was der Attraktivität der Umgebung des Völkerschlachtdenkmals sehr zugutekam. An der Philipp-Rosenthal-Straße entstanden von 1922 bis 1928 die Universitäts-Frauenklinik und von 1928 bis 1930 die Orthopädische Klinik, die beide inzwischen in die Liebigstraße umgezogen sind.
Im Zweiten Weltkrieg wurden außer der Erlöserkirche zerstört oder beschädigt: zahlreiche Messehallen, die Taubstummenanstalt, das Altersheim des Johannisstifts, Teile der Städtischen Arbeitsanstalt und einige Wohnhäuser entlang der Reitzenhainer Straße. Das Gelände der Technischen Messe wurde bereits 1946 wieder für die erste Nachkriegsmesse genutzt und danach ständig weiter ausgebaut.
Von 1977 bis 1982 wurde die Deutsche Bücherei um einen 55 Meter hohen Magazinturm erweitert. Ende der 1980er Jahre wurde ein Bebauungsplan für die Leninstraße als Zufahrt zum Messegelände erstellt, der nach der Wende weiterentwickelt und umgesetzt wurde. Die Straße wurde vierspurig ausgebaut, die alten Wohngebäude fast alle abgerissen und auf der Westseite durch Bürogebäude ersetzt, in deren südlichstem sich jetzt das Technische Rathaus der Stadt befindet. An der Einmündung der Riebeckstraße entstand der Neubau der ambulanten Thonbergklinik. Damit hat das alte Thonberg seinen Wohncharakter fast vollständig eingebüßt.
1992 wurde Thonberg mit Reudnitz verwaltungsmäßig zu Reudnitz-Thonberg zusammengefasst. Dabei fielen Teile des ehemaligen Thonberg an die Ortsteile Stötteritz und Zentrum-Südost.

### In Reudnitz-Thonberg

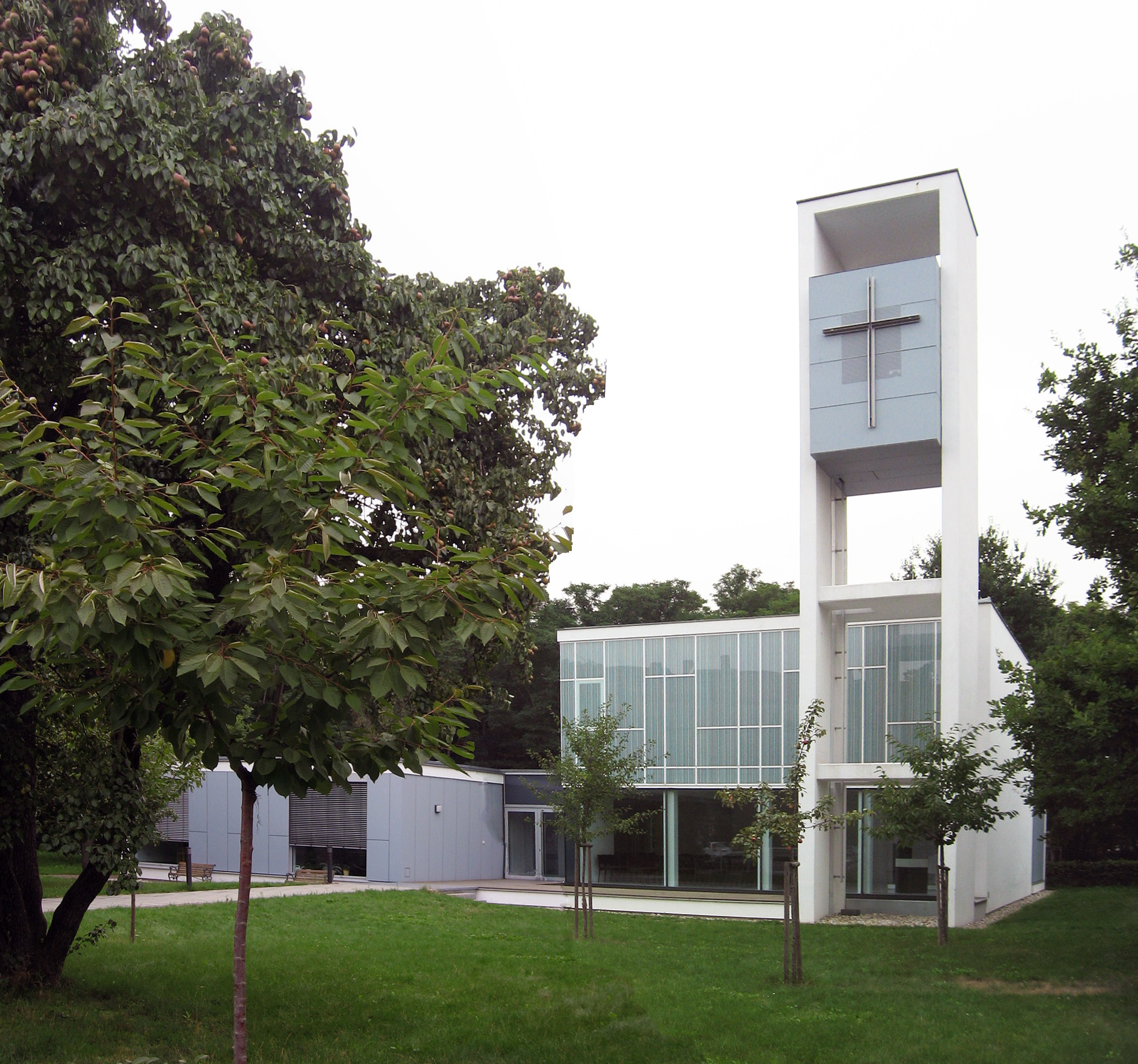
Neue Erlöserkirche (2010)

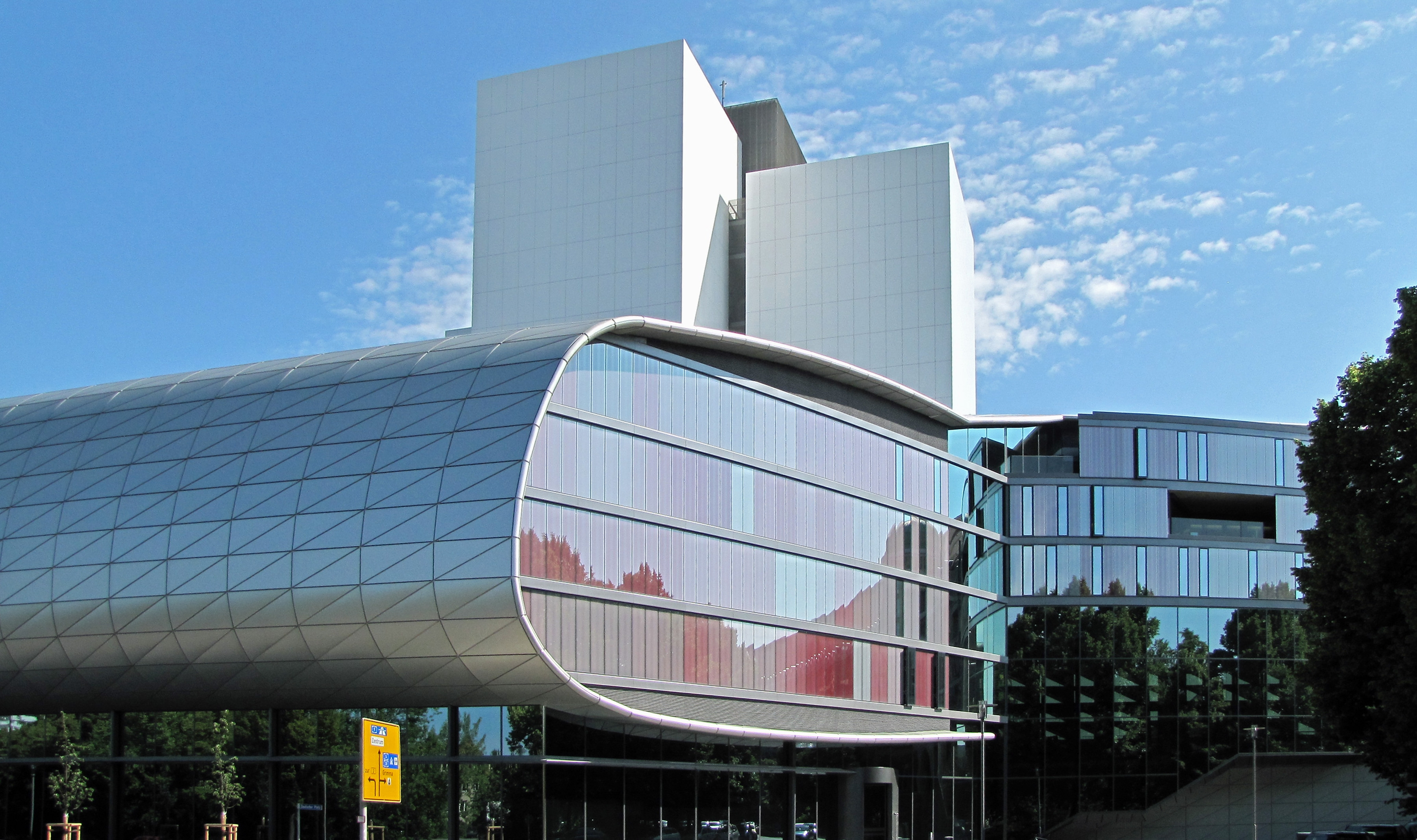
Erweiterungsbau der Deutschen Bücherei (2011)

Der für Thonberg wichtigste Einschnitt nach der Wende war 1996 die Verlagerung der nunmehr statt der allgemeinen Mustermesse durchgeführten Fachmessen auf das Neue Messegelände in Wiederitzsch. Damit mussten für das alte Gelände neue Nutzungen gefunden werden. Die neuen Nutzungsschwerpunkte sind Wissenschaft/Biotechnologie/Gesundheit, Automeile, Entertainment/Sport/Kultur/Gastronomie sowie Handel. Dabei werden sowohl alte Messehallen genutzt als auch neue Gebäude errichtet.
Seit 2003 entsteht auf der Westseite des Deutschen Platzes gegenüber der Deutschen Bücherei die Bio City Leipzig. In ihr vereinen sich biologische Forschungsinstitute und auf dem Gebiet der Biotechnologie tätige Unternehmen.
Der Kirchgemeinde Thonberg ist es 2006 gelungen, wieder ein eigenes Gotteshaus zu besitzen. Die neue Erlöserkirche, nunmehr in der Dauthestraße gelegen, ist der erste Kirchenneubau in Leipzig nach 1989.
2011 wurde der vierte Erweiterungsbau der Deutschen Bücherei, die inzwischen als Deutsche Nationalbibliothek firmiert, mit der Gestalt eines liegenden Buches vollendet.

## Sehenswürdigkeiten

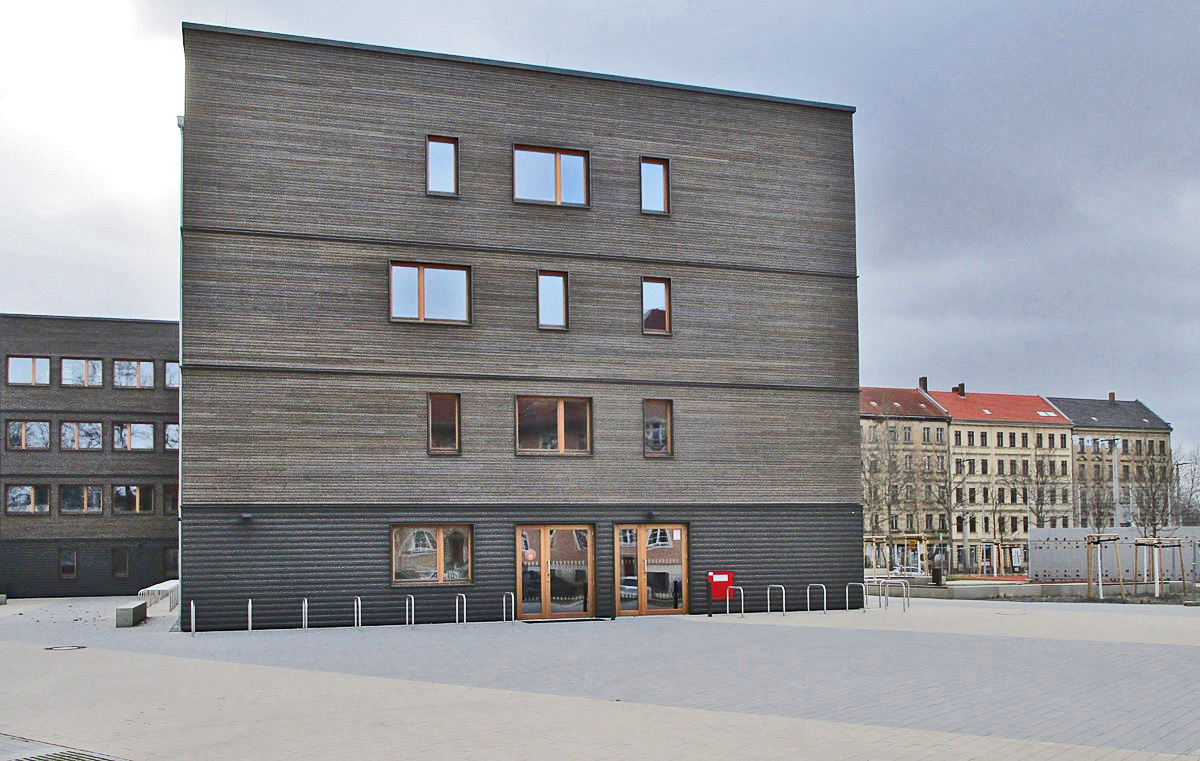
Schule aus Holz am Barnet-Licht-Platz

- Russische Kirche
- Deutsche Bücherei
- Napoleonstein
- Altes Messegelände
- Wilhelm-Külz-Park / Güntzpark

## Schulen

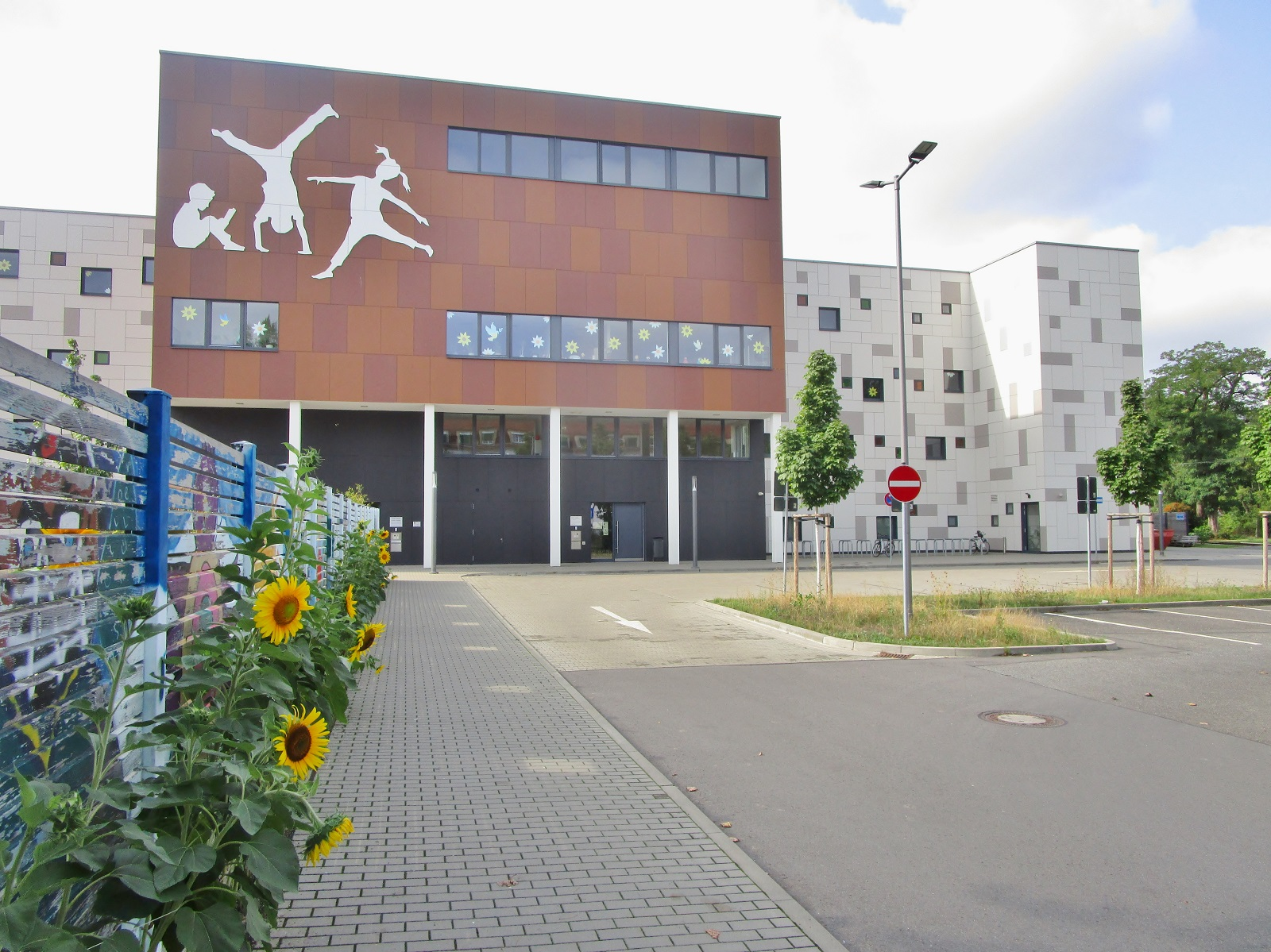
Schule Thonberg

2019 wurde in der Straßenbahnwendeschleife an der Alten Messe (Philipp-Rosenthal-Straße/Curiestraße) von der stadteigenen Leipziger Gesellschaft für die Entwicklung und Sanierung von Baugebieten (LESG) ein kompaktes 4-geschossiges Gebäude übergeben. Ursprünglich war es als zweigeschossige Kita geplant. Nach der Vorplanung kam es zu einer Umplanung mit zwei zusätzlichen Geschossen für die Förderschule Thonberg mit dem Förderschwerpunkt geistige Entwicklung. Der Entwurf stammt von Wittig Brösdorf Architekten in Leipzig, die Baukosten beliefen sich auf 12 Millionen Euro.
Im Juli 2020 wurde nach nur 14-monatiger Bauzeit die erste Schule aus Holz in Sachsen ihrer Nutzung übergeben: die Schule am Barnet-Licht-Platz.

## Persönlichkeiten

### Söhne des Ortes
- Emil Pinkau (1850–1922), Lithograph und Unternehmer, Begründer der Ansichtskartenindustrie
- Karl Pinkau (1859–1922), Lithograph und Fotograf, Politiker (SPD)
- Max Güntz (1861–1931), Agrarhistoriker
- Gerhard Ficker (1865–1934), Kirchenhistoriker
- Fritz Brändel (1869–1945), Landschaftsmaler
- Alfred Franke (1870–1937), Geograph

### Mit Thonberg verbundene Persönlichkeiten
- Clemens Thieme (1861–1945), Architekt, Initiator des Völkerschlachtdenkmals, 1913 Leipziger Ehrenbürger, wohnte in der Prager Straße 145